# خانه عبدالله مسعود ابراهیمی
خانه عبدالله مسعود ابراهیمی مربوط به اواخر دوره قاجار است و در شهرستان کرمان زنگی‌آباد، خیابان باهنر واقع شده و این اثر در تاریخ ۲۷ مرداد ۱۳۸۲ با شمارهٔ ثبت ۹۵۵۹ به‌عنوان یکی از آثار ملی ایران به ثبت رسیده است.